# Liothrips tridentatus
Liothrips tridentatus är en insektsart som först beskrevs av Shull 1909.  Liothrips tridentatus ingår i släktet Liothrips och familjen rörtripsar. Inga underarter finns listade i Catalogue of Life.